# Beauty Behind the Madness
Beauty Behind the Madness é o segundo álbum de estúdio do cantor e compositor musical canadense The Weeknd. 

## Lista de faixas
| N.º            | Título                             | Compositor(es)                                                                                            | Produtor(es)                                                              | Duração |  |
| 1.             | "Real Life"                        | Abel Tesfaye, Jason Quenneville, Stephan Moccio                                                           | The Weeknd, DaHeala, Moccio                                               | 3:43    |  |
| 2.             | "Losers" (com Labrinth)            | Tesfaye, Timothy McKenzie, Carlo Montagnese                                                               | The Weeknd, Labrinth, Illangelo                                           | 4:41    |  |
| 3.             | "Tell Your Friends"                | Tesfaye, Robert Holmes, Christopher Pope, Carl Marshall, Montagnese, Kanye West                           | Che Pope, West, The Weeknd, Illangelo[A], Mike Dean[A], Noah Goldstein[B] | 5:34    |  |
| 4.             | "Often"                            | Tesfaye, Quenneville, Ahmad Balshe, Danny Schofield, Sabahattin Ali, Ben Diehl, Ali Kocatepe, Osman İşmen | The Weeknd, Ben Billions, DaHeala[A]                                      | 4:09    |  |
| 5.             | "The Hills"                        | Tesfaye, Montagnese, Balshe, Emmanuel Nickerson                                                           | Mano, Illangelo                                                           | 4:02    |  |
| 6.             | "Acquainted"                       | Tesfaye, Quennevile, Schofield, Montagnese, Diehl                                                         | The Weeknd, Illangelo, Ben Billions, DaHeala, Danny Boy Styles            | 5:48    |  |
| 7.             | "Can't Feel My Face"               | Tesfaye, Max Martin, Savan Kotecha, Peter Svensson, Ali Payami                                            | Martin, Payami                                                            | 3:33    |  |
| 8.             | "Shameless"                        | Tesfaye, Kotecha, Svensson, Payami, Balshe                                                                | The Weeknd[A], Martin, Payami, Svensson                                   | 4:13    |  |
| 9.             | "Earned It (Fifty Shades of Grey)" | Tesfaye, Moccio, Quenneville, Balshe                                                                      | Moccio, DaHeala                                                           | 4:37    |  |
| 10.            | "In the Night"                     | Tesfaye, Kotecha, Martin, Svensson, Payami, Balshe                                                        | The Weeknd[A], Martin, Payami                                             | 3:55    |  |
| 11.            | "As You Are"                       | Tesfaye, Balshe, Schofield, Quenneville, Montagnese                                                       | The Weeknd, Illangelo, DaHeala, Danny Boy Styles                          | 5:40    |  |
| 12.            | "Dark Times" (com Ed Sheeran)      | Tesfaye, Ed Sheeran, Quenneville                                                                          | Illangelo                                                                 | 4:20    |  |
| 13.            | "Prisoner" (com Lana Del Rey)      | Tesfaye, Elizabeth Grant, Montagnese                                                                      | The Weeknd[A], Illangelo                                                  | 4:34    |  |
| 14.            | "Angel"                            | Tesfaye, Moccio, Schofield, Diehl                                                                         | The Weeknd, Moccio, Danny Boy Styles                                      | 6:17    |  |
| Duração total: | Duração total:                     | Duração total:                                                                                            | Duração total:                                                            | 65:24   |  |

| Faixas bônus da edição japonesa |                                            |                                                          |                                  |         |  |
| N.º                             | Título                                     | Compositor(es)                                           | Produtor(es)                     | Duração |  |
| 15.                             | "Can't Feel My Face" (Martin Garrix Remix) | Tesfaye, Martin, Kotecha, Svensson, Payami               | Martin, Payami, Martin Garrix[C] | 3:33    |  |
| 16.                             | "The Hills" (com Eminem)                   | Tesfaye, Montagnese, Balshe, Nickerson, Marshall Mathers | Mano, Illangelo                  | 4:23    |  |
| 17.                             | "The Hills" (com Nicki Minaj)              | Tesfaye, Montagnese, Balshe, Nickerson, Onika Maraj      | Mano, Illangelo                  | 4:02    |  |
| Duração total:                  | Duração total:                             | Duração total:                                           | Duração total:                   | 78:22   |  |

Notas
A  - denota co-produtores
B  - denota prod.tores adicionais
C  - denota remixadores
- "Angel" apresenta vocais adicionais de Maty Noyes, cantora de Los Angeles.

Créditos de demonstração
- "Tell Your Friends" apresenta demonstrações de "Can't Stop Loving You", escrita por Carl Marshall e Robert Holmes e interpretada por Soul Dog.
- "Often" contém demonstrações de "Ben Gene Sana Mcburum", cantada por Nükhet Duru.

## Desempenho nas tabelas musicais

### Posições
| Tabela musical (2015)                                  | Melhor posição |
| ------------------------------------------------------ | -------------- |
| Alemanha (Media Control Charts)                        | 7              |
| Austrália (ARIA Charts)                                | 1              |
| Austrália (ARIA Urban Albums Chart)                    | 1              |
| Áustria (Ö3 Austria Top 40)                            | 7              |
| Bélgica (Ultratop 50 de Flandres)                      | 2              |
| Bélgica (Ultratop 40 da Valônia)                       | 10             |
| Canadá (Canadian Albums Chart)                         | 1              |
| Coreia do Sul (Gaon Music Chart)                       | 8              |
| Dinamarca (Hitlisten)                                  | 2              |
| Escócia (The Official Charts Company)                  | 3              |
| Espanha (Productores de Música de España)              | 23             |
| Estados Unidos (Billboard 200)                         | 1              |
| Estados Unidos (Top R&B/Hip-Hop Albums)                | 1              |
| Estados Unidos (Digital Albums)                        | 1              |
| Finlândia (IFPI Finlândia)                             | 12             |
| França (Syndicat National de l'Édition Phonographique) | 6              |
| Grécia (IFPI Grécia)                                   | 38             |
| Irlanda (Irish Recorded Music Association)             | 2              |
| Itália (Federazione Industria Musicale Italiana)       | 21             |
| Japão (Oricon)                                         | 37             |
| México (Mexican Albums Chart)                          | 16             |
| Noruega (VG-lista)                                     | 1              |
| Nova Zelândia (NZ Top 40 Albums)                       | 2              |
| Países Baixos (MegaCharts)                             | 2              |
| Polônia (Związek Producentów Audio Video)              | 21             |
| Portugal (Associação Fonográfica Portuguesa)           | 7              |
| Reino Unido (UK Albums Chart)                          | 1              |
| Reino Unido (UK R&B Albums Chart)                      | 1              |
| Suécia (Sverigetopplistan)                             | 1              |
| Suíça (Schweizer Hitparade)                            | 4              |
| Taiwan (5-Music)                                       | 4              |

| Tabela musical (2015)                                  | Posição |
| ------------------------------------------------------ | ------- |
| Austrália (ARIA Charts)                                | 15      |
| Austrália (ARIA Urban Albums Chart)                    | 2       |
| Bélgica (Ultratop 50 de Flanders)                      | 89      |
| Canadá (Canadian Albums Chart)                         | 9       |
| Dinamarca (Hitlisten)                                  | 12      |
| Estados Unidos (Billboard 200)                         | 13      |
| Estados Unidos (Top R&B/Hip-Hop Albums)                | 5       |
| Estados Unidos (Digital Albums)                        | 7       |
| França (Syndicat National de l'Édition Phonographique) | 98      |
| México (Mexican Albums Chart)                          | 96      |
| Nova Zelândia (NZ Top 40 Albums)                       | 47      |
| Países Baixos (MegaCharts)                             | 82      |
| Suécia (Sverigetopplistan)                             | 7       |
| Reino Unido (UK Albums Chart)                          | 26      |

| Tabela musical (2016)                                  | Posição |
| ------------------------------------------------------ | ------- |
| Austrália (ARIA Charts)                                | 50      |
| Austrália (ARIA Urban Albums Chart)                    | 8       |
| Canadá (Canadian Albums Chart)                         | 5       |
| Dinamarca (Hitlisten)                                  | 15      |
| Estados Unidos (Billboard 200)                         | 9       |
| Estados Unidos (Top R&B/Hip-Hop Albums)                | 4       |
| Estados Unidos (Digital Albums)                        | 24      |
| França (Syndicat National de l'Édition Phonographique) | 93      |
| Nova Zelândia (NZ Top 40 Albums)                       | 36      |
| Países Baixos (MegaCharts)                             | 54      |
| Reino Unido (UK Albums Chart)                          | 37      |
| Suécia (Sverigetopplistan)                             | 19      |
| Tabela musical (2017)                                  | Posição |
| Austrália (ARIA Urban Albums Chart)                    | 19      |
| Dinamarca (Hitlisten)                                  | 40      |
| Estados Unidos (Billboard 200)                         | 47      |
| Estados Unidos (Top R&B/Hip-Hop Albums)                | 26      |
| Nova Zelândia (NZ Top 40 Albums)                       | 44      |
| Suécia (Sverigetopplistan)                             | 42      |
| Tabela musical (2018)                                  | Posição |
| Austrália (ARIA Catalogue Albums Chart)                | 45      |
| Austrália (ARIA Urban Albums Chart)                    | 33      |
| Dinamarca (Hitlisten)                                  | 91      |
| Estados Unidos (Billboard 200)                         | 86      |
| Estados Unidos (Top R&B/Hip-Hop Albums)                | 60      |
| Suécia (Sverigetopplistan)                             | 81      |

| País (Empresa)             | Certificação  |
| -------------------------- | ------------- |
| Austrália (ARIA)           | Platina       |
| Áustria (IFPI Áustria)     | Ouro          |
| Brasil (Pro-Música Brasil) | Ouro          |
| Canadá (Music Canada)      | 5× Platina    |
| Chile (IFPI Chile)         | Ouro          |
| Dinamarca (IFPI Dinamarca) | 3× Platina    |
| Estados Unidos (RIAA)      | 3× Platina    |
| México (AMPROFON)          | Platina+ Ouro |
| Noruega (IFPI Noruega)     | Ouro          |
| Polônia (ZPAV)             | Platina       |
| Reino Unido (BPI)          | Platina       |
| Suécia (GLF)               | Platina       |
| Tailândia (TECA)           | Ouro          |